# Йозеф Штреб
Йозеф Штреб (нім. Josef Streb, 16 квітня 1912 — дата смерті невідома) — німецький футболіст, що грав на позиції нападника за клуб «Ваккер» (Мюнхен).

## Клубна кар'єра
У футболі відомий виступами у команді «Ваккер» (Мюнхен), кольори якої і захищав протягом усієї своєї кар'єри гравця. 

## Виступи за збірну
Був присутній в заявці збірної на чемпіонаті світу 1934 року в Італії, але на поле не виходив. Разом з Францем Дінертом (також 1934), Германном Нюбером (1958) та Вольфгангом Паулем (1966) він є одним з чотирьох німецьких футболістів, які були у складі збірної Німеччини на чемпіонаті світу, але так і не зіграли за Бундестім.

## Титули і досягнення
- Бронзовий призер чемпіонату світу: 1934